# 중앙선
중앙선(中央線)은 서울특별시 동대문구의 청량리역과 경상북도 경주시의 모량역을 잇는 한국철도공사의 간선철도 노선이다. 경부선에 이은 대한민국 제2종관선으로, 일제강점기 한반도와 만주 등의 지하자원 수탈과 여객·화물의 원활한 수송을 목적으로 건설되었다. 통행방향은 어디서든 좌측통행이다.

## 역사

### 일제강점기시절
- 1917년 9월 20일 : 조선철도주식회사(朝鮮鐵道株式會社) 소속의 경동선의 일부로써 영천역 ~ 서악역간 20.6 km 개통. 당시 개업한 역은 영천역, 임포역, 아화역, 건천역, 광명역, 서악역.
- 1918년 11월 1일 : 경동선 서악역 ~ 효자역간 19.6 km 개통. 당시 개업한 역은 경주역, 사방역, 안강역, 효자역.
- 1923년 : 조선총독부에서 조선 제2의 종관선 건설을 계획함.
- 1935년 : 청량리·양평·원주·제천을 거쳐 단양·영주·안동·의성·영천을 연결하는 345.2 km 노선 확정, 중앙선(中央線)이라 명명함.
- 1936년 11월 3일 : 청량리 방면에서 착공.
- 1936년 12월 18일: 영천 방면에서 착공.
- 1938년 7월 : 조선철도주식회사의 사철이었던 영천역~경주역 구간 (경동선 일부) 37.5 km 매수.
- 1938년 12월 1일: 기존 동해중부선 중에서 영천역~경주역 구간은 경경남부선(京慶南部線)으로 개명됨. 우보역~영천역 구간의 개통(40.1 km)으로 경경남부선이 우보역까지 연장됨.[1]
- 1939년 4월 1일 : 청량리역 ~ 양평역 52.5km구간을 개통하고 이 구간의 노선명을 경경북부선(京慶北部線)으로 개명함.[2]경경북부선 노선도 (1939년)

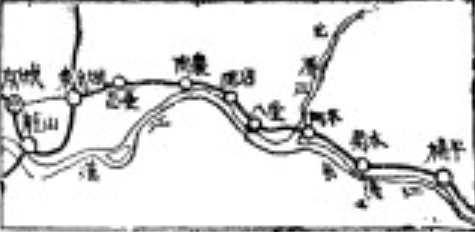
경경북부선 노선도 (1939년)

  - 동경성역-망우역(간이역)-도농역-덕소역(간이역)-팔당역(간이역)-양수역-국수역(간이역)-양평역으로 개통[3]
- 1939년 6월 1일 : 영천역~ 경주역 구간의 궤도를 표준궤로 바꾸는 공사가 완료됨. 광명역을 모량역으로, 서악역을 율동역으로 개명함.[4]
- 1940년 3월 1일: 경경남부선 경북안동역(안동역) ~ 우보역 48.9km구간 개통.[5]
- 1940년 4월 1일 : 경경북부선 양평역 ~ 원주역 55.9km구간 개통.[6]
- 1940년 5월 : 소백산 죽령터널 준공.
- 1941년 7월 1일 : 경경북부선 원주역 ~ 제천역 46.8km구간과 경경남부선 영주역 ~ 안동역 38.7km구간 개통. 경경북부선과 경경남부선을 통합하여 경경선(京慶線)으로 개명함.[7]
- 1942년 4월 1일 : 제천역 ~ 영주역 62.3km구간의 개통으로 경경선(京慶線)이 완전히 개통됨.[8]
- 1942년 6월 1일 : 동경성역이 청량리역으로 개명되어 본선의 구간은 청량리역~경주역으로 개정됨.[9]
- 1944년 6월 15일 : 율동역 폐역

### 해방이후 단선철도 시절
- 1948년 1월 : 노선명을 중앙선으로 환원, 충북단양역을 단양역으로 개칭[10]
- 1949년 8월 18일 : 죽령터널 열차 탈선 사고 발생
- 1956년 5월 1일 : 능내역 개업
- 1956년 7월 11일 : 치악역 개업
- 1958년 1월 10일 : 호당역 개업
- 1959년 3월 1일 : 마사역 개업
- 1959년 4월 1일 : 아신역 개업
- 1965년 11월 5일 : 신원역 개업
- 1965년 12월 7일 : 판대역 개업
- 1966년 7월 11일 : 송포역 개업
- 1966년 10월 14일 : 제천조차장역 개업
- 1967년 7월 1일 : 유교신호장 개업
- 1967년 9월 1일 : 율동역 재개업
- 1967년 11월 15일 : 석불역 개업
- 1968년 7월 16일 : 금교신호장, 창교신호장, 연교신호장 개업
- 1968년 9월 1일 : 매곡역 개업
- 1969년 9월 12일 : 청량리역 ~ 제천역 구간 전철화 착공.[11]
- 1971년 4월 10일 : 승문임시승강장, 비봉임시승강장 개업
- 1971년 12월 1일 : 고명역 개업

### 전철화 시대
- 1973년 6월 20일 : 청량리역 ~ 제천역 구간 155.2 km 전철화.[12]
- 1973년 12월 23일 : 북영주역 개업
- 1974년 8월 15일 : 율동역 재폐역
- 1977년 3월 1일 : 동교신호장, 북영천신호장 개업, 율동역 삼개업
- 1978년 1월 1일 : 갑현신호장 개업
- 1980년 1월 10일 : 서지신호장, 업동신호장 개업
- 1980년 4월 1일 : 회기역 개업
- 1980년 11월 1일 : 우등형 전기동차(EEC) 무궁화호 청량리역 ~ 동해역 운행개시
- 1985년 5월 1일 : 충주댐 건설로 인한 수몰지구 선로 이설, 단양역 신설 개업
- 1985년 7월 13일 : 서경주역 개업
- 1987년 12월 : 제천역 ~ 단성역 구간 29km 전철화
- 1988년 11월 1일 : 새마을호 청량리역 ~ 안동역 운행개시
- 1988년 12월 23일 : 단성역 ~ 영주역 구간 35km 전철화[13]
- 1992년 8월 22일 : 길아천교(구 철교) 노후화로 인해 금교역 ~ 치악역 구간 1.2km 개량 착공[14]
- 1992년 11월 1일 : 경주시내 도심이설로 인해 서경주역 ~ 황성분기 2.5km 구간 이설, 서경주역(구역)과 황성역이 폐역
- 1996년 7월 12일 : 금교역 ~ 치악역 구간 1.2km 준공
- 1997년 6월 1일 : 문수역, 단촌역, 봉림역, 화산역, 아화역, 모량역 6개역을 배치간이역으로 격하[15]
- 2004년 12월 10일 : 북영천역, 아화역, 모량역 3개역을 무배치간이역으로 격하[16]

### 광역전철 시대
- 2005년 12월 16일 : 청량리역 ~ 덕소역 구간 복선 전철화 및 중앙선 광역 전철 운행 개시.[내용주 1] 중랑역, 양원역, 구리역, 양정역 개업.
- 2006년 11월 1일 : 중앙선 새마을호 폐지.[17]
- 2006년 12월 15일 : 동교역 폐역
- 2007년 12월 27일 : 덕소역 ~ 팔당역 구간 복선 전철화 및 광역 전철 운행 구간 연장 및 이 광역 전철의 안내명을 (수도권 전철) 중앙선으로 확정지음. 중앙선 도심역 개업
- 2008년 12월 29일 : 팔당역 ~ 국수역 구간 복선 전철화 및 수도권 전철 중앙선 운행 구간 연장. 중앙선 능내역 폐지, 운길산역 개업.
- 2009년 1월 1일 : 금장역을 서경주역으로 역명 변경.
- 2009년 12월 23일 : 신원역 개업, 국수역 ~ 지평역 구간 복선 전철화 및 국수역 ~ 용문역 수도권 전철 운행 연장.[내용주 2]
- 2010년 3월 31일 : 하행열차를 시작으로 봉양역 ~ 제천역 구간 누리로 본격 운행 개시
- 2010년 12월 15일 : 새마을호 청량리역 ~ 안동역 구간 운행 재개.[18]
- 2010년 12월 21일 : 상봉역, 오빈역 개업.
- 2011년 3월 31일 : 제천역 ~ 도담역 구간 복선 전철화 운행 개시[19]
- 2011년 12월 21일 : 양동역 ~ 동화역 구간 운행선을 개량선으로 변경, 간현역 폐지 및 동화역 여객운송 재개[20][내용주 3]
- 2012년 8월 16일 : 지평역 ~ 양동역 구간 운행선을 개량선으로 변경.
- 2012년 9월 17일 : 상행열차를 끝으로 누리로 운행 종료.
- 2012년 9월 25일 : 용문역 ~ 서원주역 구간 복선 전철화.
- 2013년 3월 28일 : 문수역 ~ 마사역 구간 영주댐 건설로 인한 수몰 예정으로 이설, 승문역 및 평은역 폐지, 옹천역 신호장으로 격하.
- 2013년 11월 20일 : 구둔역, 판대역을 각각 일신역, 삼산역으로 개칭.
- 2014년 11월 1일 : 청량리-안동간 새마을호 운행 종료 및 청량리-영주간 ITX-새마을 운행 개시.
- 2014년 12월 27일 : 수도권 전철 경의선과 직결운행.
- 2016년 8월 25일 : 서원주역 ~ 만종역 구간 복선 전철화 개통.
- 2017년 1월 21일 : 지평역까지 수도권 전철 운행

### 고속철도 시대
- 2017년 12월 22일 : 강릉선 KTX 개통
- 2018년 3월 23일 : 청량리 ~ 영주간 ITX-새마을 운행 재개
- 2018년 11월 :  도담역 ~ 단양역 단선 개통 (운행선 변경)
- 2019년 4월 17일 : 철도 노선번호 변경에 따라 312로 변경[21]
- 2019년 10월 3일 : 태풍 미탁의 피해로 영천역 ~ 경주역간 열차 운행 중단.[22]
- 2019년 10월 16일 : 영천역 ~ 경주역 간 열차 운행 재개[23]
- 2019년 10월 25일 : 사업용 철도노선 변경 고시를 통해 정차역에서 동화역, 만종역, 반곡역, 치악역, 신림역, 구학역 삭제. 기존 가칭 남원주역이 원주역으로 확정.[24]
- 2020년 3월 2일 : 영동선 동해행 일부 열차 제외 누리로로 열차종별 변경운행
- 2020년 6월 22일 : 원주역 ~ 제천역 간 복선 철로 시운전[25]
- 2020년 9월 23일 : 무릉역 ~ 단촌역 단선 개통 (운행선 변경)
- 2020년 11월 12일 : 노선 번호 개편으로 청량리역 ~ 도담역 구간이 203으로 변경 지정되고 도담역 ~ 경주역 구간이 312로 현행 유지, 동화역, 만종역, 유교역, 반곡역, 금교역, 치악역, 창교역, 신림역, 연교역, 구학역, 단성역, 죽령역, 희방사역, 안정역, 북영주역, 문수역, 마사역, 이하역, 서지역, 무릉역, 운산역, 단촌역 폐역 고시, 운학신호장, 망호신호장 신설 고시[26]
- 2020년 12월 14일 : 단양역 ~ 영주역 운행선 변경[27]
- 2020년 12월 17일 : 영주역 ~ 무릉역 운행선 변경[27]
- 2021년 1월 5일 : 서원주역 ~ 제천역, 도담역 ~ 단양역 구간 복선 전철화 및 개통. 청량리 ~ 안동 구간 KTX 운행 개시 및 ITX-새마을 운행 종료[28]
- 2021년 4월 28일 : 영천 ~ 신경주 구간 전차선로 전원공급 시작 및 시운전 시작[29]
- 2021년 7월 31일 : 강릉선, 영동선 KTX-산천을 KTX-이음으로 대체 운행 개시
- 2021년 11월 17일 : 송포역, 임포역, 아화역, 건천역, 율동역, 서경주역, 경주역, 경주삼각선 신설 고시[30]
- 2021년 11월 26일 ~ 2023년 12월 : 안동 ~ 영천 구간 단선 전철에서 복선 전철로 변경[31]
- 2021년 12월 28일 : 영천 ~ 신경주 구간 복선 전철화 공사 완료
- 2022년 6월 30일 : 단양 ~ 영주 구간 복선 전철화
- 2022년 7월 28일 : 영주 ~ 안동 구간 복선 전철화
- 2022년 7월 31일 : 덕소역 KTX 정차 개시
- 2022년 11월 5일 : 청량리 ~ 안동 간 누리로를 ITX-새마을로 변경 운행 개시.[32]
- 2022년 12월 : 안동 ~ 영천 구간 복선 전철화 공사 시작[33]
- 2023년 7월 15일 : 집중호우로 철로에 토사가 유입되거나 선로 손상으로 모든 열차가 운행중지
- 2023년 9월 1일 : ITX-마음 태백선 구간 운행 개시[34]
- 2023년 11월 21일 : 강릉선 KTX과 복합열차 운행 시운전[35]
- 2023년 11월 22일 : 망호신호장 ~ 의성역 구간 사이 하화 터널 개통, 업동역 폐역
- 2023년 12월 18일 : 동대구~부전 구간 ITX-마음 운행 개시 및 동대구~포항 구간 도시통근형 디젤 액압 동차(RDC) 운행 종료
- 2023년 12월 29일 : 청량리 ~ 안동 구간 중앙선 계통 KTX-이음 일부 열차 서울역, 상봉역으로 연장 운행 개시 및 청량리 ~ 안동 구간 ITX-마음 운행 개시
- 2024년 5월 11일 : 망호신호장 폐지
- 2024년 8월 1일: 의성 ~ 북영천 구간 ITX-마음, KTX-이음 시운전 개시
- 2024년 9월 27일: 중앙선(도담 ~ 모량) 사업용 철도노선 고시, 군위역 신설 , 비봉역, 탑리역, 우보역, 화본역, 봉림역, 갑현역, 신녕역, 화산역 폐지 고시[36]
- 2024년 12월 15일: 북영천역 여객취급 중단, 신호장으로 환원.
- 2024년 12월 18일: 군위역 개업과 함께 비봉역, 탑리역, 우보역, 화본역, 봉림역, 갑현역, 신녕역, 화산역 폐역.
- 2024년 12월 20일 : 의성 ~ 북영천역 구간 선로 이설로 개통 82년만에 중앙선 전 구간 복선 전철화 완료.[37] 도담-안동 구간 ATP 신호시스템 공사 완료로 청량리 ~ 안동 구간 중앙선 계통 KTX-이음 일부 열차 부전까지 연장 운행 및 청량리 ~ 부전 무궁화호를 ITX-마음으로 변경 운행 개시.
- 2025년 1월 1일: 동해 - 중앙선 - 부전 무궁화호를 영주역으로 단축.

## 역 목록
- K: KTX
- 새: ITX-새마을
- 마: ITX-마음
- ●: 전 열차 정차, ▲: 일부 열차 정차,  |: 미정차

| 역명         | 로마자 역명      | 한자 역명  | K  | 마 | 새     | 접속 노선 | 역간 거리(km) | 영업 거리(km) | 소재지         | 소재지   |  |
| ------------ | ---------------- | ---------- | -- | -- | ------ | --- | ------------- | ------------- | -------------- | -------- |  |
| 역명         | 로마자 역명      | 한자 역명  | K  | 마 | 새     | 접속 노선 | 역간 거리(km) | 영업 거리(km) | 소재지         | 소재지   |  |
| 청량리       | Cheongnyangni    | 淸凉里     | ●  | ●  | ●      | 경원선 ● 수도권 전철 1호선 ● 수도권 전철 경의·중앙선 ● 수도권 전철 경춘선 (일부) ● 수도권 전철 수인·분당선 (일부) | 0.0           | 0.0           | 서울특별시     | 동대문구 |  |
| 회기         | Hoegi            | 回基       | ｜ | ｜ | ｜     | 경원선 ● 수도권 전철 1호선 ● 수도권 전철 경춘선 (일부)                                                            | 1.4           | 1.4           | 서울특별시     | 동대문구 |  |
| 중랑         | Jungnang         | 中浪       | ｜ | ｜ | ｜     | ● 수도권 전철 경춘선 (일부)                                                                                       | 1.8           | 3.2           | 서울특별시     | 중랑구   |  |
| 상봉         | Sangbong         | 上鳳       | ▲  | ｜ | ｜     | ● 서울 지하철 7호선 망우선 (● 수도권 전철 경춘선)                                                                 | 0.8           | 4.0           | 서울특별시     | 중랑구   |  |
| 망우         | Mangu            | 忘憂       | ｜ | ｜ | ｜     | 망우선 경춘선 (● 수도권 전철 경춘선)                                                                              | 0.6           | 4.6           | 서울특별시     | 중랑구   |  |
| 양원         | Yangwon          | 養源       | ｜ | ｜ | ｜     | | 1.7           | 6.3           | 서울특별시     | 중랑구   |  |
| 구리         | Guri             | 九里       | ｜ | ｜ | ｜     | 별내선(● 수도권 전철 8호선)                                                                                       | 3.2           | 9.5           | 경기도         | 구리시   |  |
| 도농         | Donong           | 陶農       | ｜ | ｜ | ｜     | | 1.7           | 11.2          | 경기도         | 남양주시 |  |
| 양정         | Yangjeong        | 養正       | ｜ | ｜ | ｜     | | 3.7           | 14.9          | 경기도         | 남양주시 |  |
| 덕소         | Deokso           | 德沼       | ▲  | ▲  | ●      | | 2.3           | 17.2          | 경기도         | 남양주시 |  |
| 도심         | Dosim            | 陶深       | ｜ | ｜ | ｜     | | 1.5           | 18.7          | 경기도         | 남양주시 |  |
| 팔당         | Paldang          | 八堂       | ｜ | ｜ | ｜     | | 4.2           | 22.9          | 경기도         | 남양주시 |  |
| 운길산       | Ungilsan         | 雲吉山     | ｜ | ｜ | ｜     | | 6.4           | 29.3          | 경기도         | 남양주시 |  |
| 양수         | Yangsu           | 兩水       | ｜ | ｜ | ｜     | | 1.9           | 31.2          | 경기도         | 양평군   |  |
| 신원         | Sinwon           | 新院       | ｜ | ｜ | ｜     | | 4.7           | 35.9          | 경기도         | 양평군   |  |
| 국수         | Guksu            | 菊秀       | ｜ | ｜ | ｜     | | 2.9           | 38.8          | 경기도         | 양평군   |  |
| 아신         | Asin             | 我新       | ｜ | ｜ | ｜     | | 4.1           | 42.9          | 경기도         | 양평군   |  |
| 오빈         | Obin             | 梧濱       | ｜ | ｜ | ｜     | | 2.8           | 45.7          | 경기도         | 양평군   |  |
| 양평         | Yangpyeong       | 楊平       | ▲  | ▲  | ●      | | 2.2           | 47.9          | 경기도         | 양평군   |  |
| 원덕         | Wondeok          | 元德       | ｜ | ｜ | ｜     | | 5.8           | 53.7          | 경기도         | 양평군   |  |
| 용문         | Yongmun          | 龍門       | ｜ | ▲  | ●      | | 4.8           | 58.5          | 경기도         | 양평군   |  |
| 지평         | Jipyeong         | 砥平       | ｜ | ▲  | ●      | | 3.6           | 62.1          | 경기도         | 양평군   |  |
| 석불         | Seokbul          | 石佛       | ｜ | ｜ | ●      | | 2.9           | 65.0          | 경기도         | 양평군   |  |
| 일신         | Ilsin            | 日新       | ｜ | ｜ | ●      | | 3.5           | 68.5          | 경기도         | 양평군   |  |
| 매곡         | Maegok           | 梅谷       | ｜ | ｜ | ●      | | 3.8           | 72.3          | 경기도         | 양평군   |  |
| 양동         | Yangdong         | 楊東       | ｜ | ▲  | ●      | | 3.0           | 75.3          | 경기도         | 양평군   |  |
| 삼산         | Samsan           | 三山       | ｜ | ｜ | ●      | | 3.9           | 79.2          | 경기도         | 양평군   |  |
| 서원주       | Seowonju         | 西原州     | ▲  | ▲  | ●      | 경강선 | 7.2           | 86.4          | 강원특별자치도 | 원주시   |  |
| 원주         | Wonju            | 原州       | ●  | ●  | ●      | | 8.3           | 94.7          | 강원특별자치도 | 원주시   |  |
| 운학         | Unhak            | 雲鶴       | \| | ｜ | ｜     | | 15.7          | 110.4         | 충청북도       | 제천시   |  |
| 봉양         | Bongyang         | 鳳陽       | \| | ▲  | ▲      | 충북선 | 14.8          | 125.2         | 충청북도       | 제천시   |  |
| 제천조차장   | Jecheonjochajang | 堤川操車場 | \| | ｜ | ｜     | | 4.5           | 129.7         | 충청북도       | 제천시   |  |
| 제천         | Jecheon          | 堤川       | ●  | ●  | ●      | 태백선 | 2.4           | 132.1         | 충청북도       | 제천시   |  |
| 고명         | Gomyeong         | 高明       | \| | ｜ | ｜     | | 3.9           | 136.0         | 충청북도       | 제천시   |  |
| 삼곡         | Samgok           | 三谷       | \| | ｜ | ｜     | | 5.2           | 141.2         | 충청북도       | 단양군   |  |
| 도담         | Dodam            | 嶋潭       | \| | ｜ | ｜     | | 7.3           | 148.5         | 충청북도       | 단양군   |  |
| 단양         | Danyang          | 丹陽       | ●  | ●  | ●      | | 6.0           | 154.5         | 충청북도       | 단양군   |  |
| 풍기         | Punggi           | 豊基       | ▲  | ●  | ●      | | 21.4          | 175.9         | 경상북도       | 영주시   |  |
| (분기점)     | -                | -          | \| | ｜ | ｜     | 북영주삼각선 | -             | (186.9)       | 경상북도       | 영주시   |  |
| 영주         | Yeongju          | 榮州       | ●  | ●  | ●      | 경북선 영동선 | 12.4          | 188.3         | 경상북도       | 영주시   |  |
| 옹천         | Ongcheon         | 甕泉       | \| | ｜ | ｜     | | 17.8          | 206.1         | 경상북도       | 안동시   |  |
| 안동         | Andong           | 安東       | ●  | ●  | ●      | | 13.3          | 219.4         | 경상북도       | 안동시   |  |
| 의성         | Uiseong          | 義城       | ▲  | ●  | 미운행 | | 25.2          | 244.6         | 경상북도       | 의성군   |  |
| 군위         | Gunwi            | 軍威       | ｜ | ●  | 미운행 | | 22.9          | 267.5         | 대구광역시     | 군위군   |  |
| 북영천신호장 | Bugyeongcheon    | 北永川     | \| | ｜ | 미운행 | 북영천삼각선 | 26.7          | 294.2         | 경상북도       | 영천시   |  |
| 영천         | Yeongcheon       | 永川       | ▲  | ●  | 미운행 | 대구선 | 2.5           | 296.7         | 경상북도       | 영천시   |  |
| 아화         | Ahwa             | 阿火       | \| | ●  | 미운행 | | 15.1          | 311.8         | 경상북도       | 경주시   |  |
| 모량         | Moryang          | 牟梁       | \| | ｜ | 미운행 | 동해선, 건천연결선                                                                                                | 11.2          | 323.0         | 경상북도       | 경주시   |  |

## 운행 차량

### 기관차

#### 전기 기관차
- 8000호대 전기 기관차
- 8100호대 전기 기관차
- 8200호대 전기 기관차
- 8500호대 전기 기관차

| - 한국철도공사 200000호대 간선 전기 동차(누리로) : 2022년 11월 5일 부로 동대구~태화강 간 무궁화호를 대체하는 격으로 투입된다. - 한국철도공사 210000호대 간선 전기 동차(ITX-새마을) : 2022년 11월 5일 시간표 개정과 함께 누리로를 대신하여 청량리-안동 간 완행성격의 열차로 재투입되었다. - 한국철도공사 220000호대 간선 전기 동차(ITX-마음) : 2023년 9월 1일 시간표 개정과 함께 일부 태백선 무궁화호를 대체하기 위해 투입되었으며, 이후 2023년 12월 29일부터 청량리-안동 구간의 투입도 시작되었다. - KTX-이음 : 2021년 1월 5일에 운행을 시작하였다. | - 321000호대 전동차 : 수도권 전철 경의·중앙선 구간에서 운행하고 있다. (청량리 - 용문 - 지평)구간에만 운행한다. - 331000호대 전동차 : 수도권 전철 경의·중앙선 구간에서 운행하고 있다. (청량리 - 용문 - 지평)구간에만 운행한다. - 361000호대 전동차 : 청량리역 - 상봉역 - 망우역 구간에만 운행하고 있으며 경춘선 열차로 운행하고 있다. |

### 과거 운행 차량
| - 객차 - 비둘기호 - 통일호 - 무궁화호 | - 전기 동차 - 우등형 전기 동차 (EEC) - KTX-산천 - 누리로 | - 디젤 동차 - 새마을형 디젤 액압 동차 (DHC) - 도시통근형 디젤 액압 동차 | - 통근형 전동차 - 1000호대 전동차 - 351000호대 전동차 : 4개 편성(35161편성~35164편성) |

## 수도권 전철

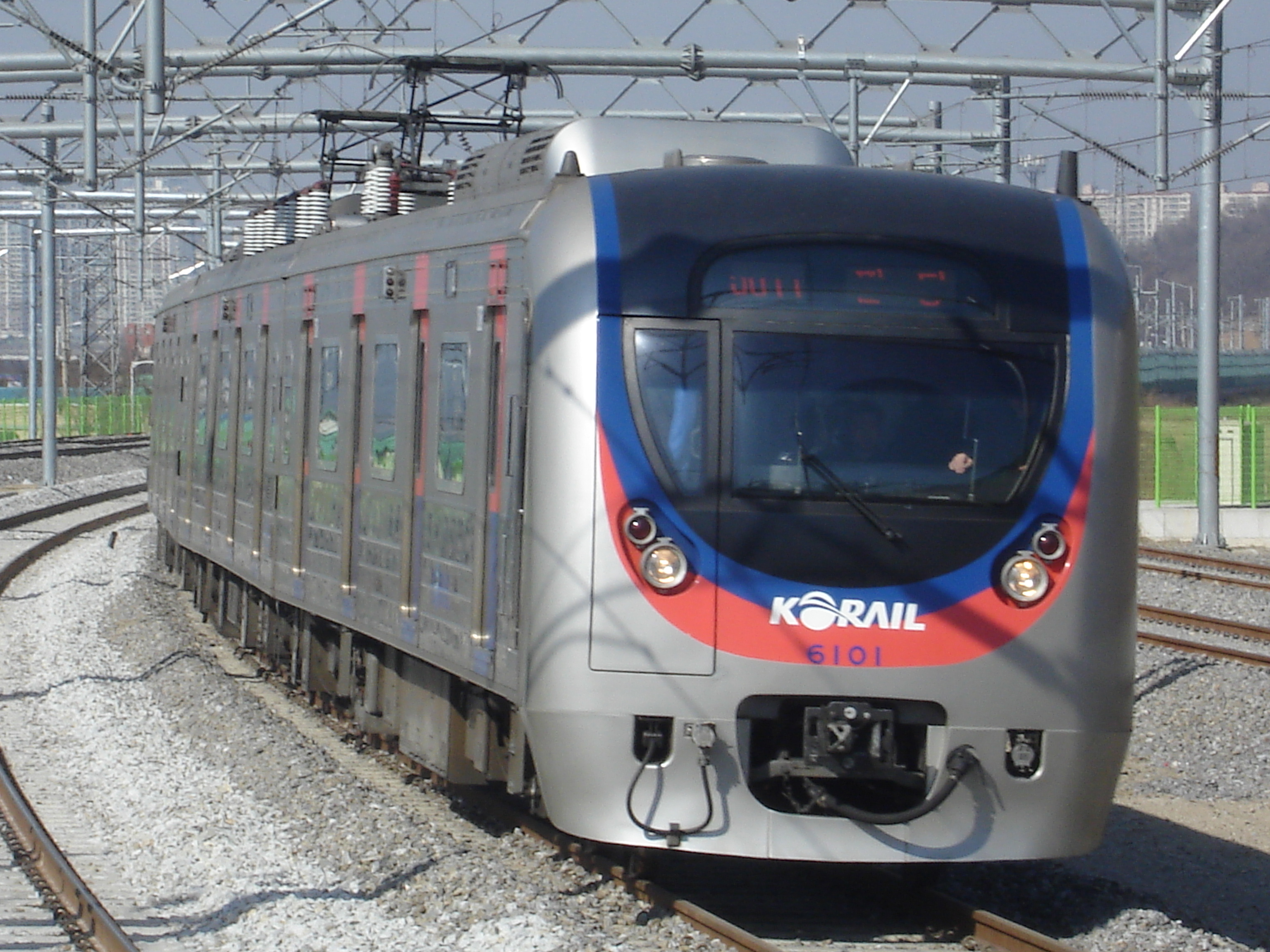
팔당역에 진입중인 경의중앙선 통근전철. 현재 321x08편성으로 운행중이다.

경부선과 경인선, 경원선은 1974년 수도권 전철 1호선의 개통과 동시에 통근형 전동차가 운행되기 시작되었다. 이후에는 안산선, 분당선, 일산선, 과천선 등으로 광역 전철의 운행이 확대되었지만, 중앙선만은 그렇지 않았다. 그러나 1990년 이후 수도권의 인구 팽창으로 인하여 중앙선이 지나는 구리시, 남양주시, 양평군에서는 극심한 교통난을 겪게 되었다. 이를 해소하기 위해 복선 전철화 및 통근형 전동차 운행 계획이 등장했다. 2005년 12월 16일, 청량리역에서 덕소역에 이르는 구간에 통근형 전동차가 운행하게 되면서 용산-성북선을 대체하게 된다. 이후 덕소역에서 팔당역에 이르는 복선 전철화 사업은 2007년 12월 27일에 개통되었고, 이듬해인 2008년 12월 29일에는 팔당역에서 국수역까지의 구간이 개통되었다. 이 과정에서 기존의 역인 능내역을 폐역하고 운길산역을 준공하였다. 이듬해인 2009년 12월 23일에는 국수역에서 용문역까지의 구간이 개통되었고, 신원역이 개통되었다. 이듬해인 2010년 12월 21일에는 상봉역과 오빈역이 개통되었다. 2014년부터는 경의선과 직결운행하여 양방향 모두 급행열차가 운행하며, 2017년 1월 21일에는 용문역에서 지평역까지 연장 개통되었다.
| 개통 일자        | 개통 구간         | 신설된 역                      |
| ---------------- | ----------------- | ------------------------------ |
| 2005년 12월 16일 | 청량리역 ~ 덕소역 | 중랑역. 양원역, 구리역, 양정역 |
| 2007년 12월 27일 | 덕소역 ~ 팔당역   | 도심역                         |
| 2008년 12월 29일 | 팔당역 ~ 국수역   | 운길산역                       |
| 2009년 12월 23일 | 국수역 ~ 용문역   | 신원역                         |
| 2010년 12월 21일 | 없음              | 상봉역, 오빈역                 |
| 2017년 1월 21일  | 용문역 ~ 지평역   | 없음                           |

### 안내명
회기 - 덕소 구간 연장 이후 초기에는 용산 - 덕소선이라 불렸는데, 이는 영업 거리표상의 선구(線區)가 각각 용산 - 청량리 간이 경원선, 청량리 - 덕소 간이 중앙선 이기 때문에 명칭을 확정짓지 못한 것이다. 그러나 2007년 12월 27일 노선이 팔당까지 연장됨과 동시에, 이 운행 계통을 대표하는 안내노선명을 중앙선으로 확정하였다. 영업 거리표상으로는 여전히 경원선과 중앙선이 직결 운행하는 형태이지만, 일반 전철 승객들에게 안내되는 명칭으로는 '중앙선'만을 쓰기로 결정한 것이다.
경의선과 직결운행 이후에는 경의·중앙선으로 안내되고 있다.

### 연혁
- 2005년 12월 16일 : 경원선(용산-성북) 운행 계통이 수도권 전철 1호선에서 분리되어 독립된 운행 계통이 됨. 회기 - 덕소 구간 개통[내용주 6]
- 2007년 12월 27일 : 덕소 - 팔당 구간 연장 개통과 동시에 8량 1편성으로 전환
- 2008년 4월 1일 : 전 열차에서 1인승무 개시
- 2008년 12월 1일 : 급행열차 운행 개시
- 2008년 12월 29일 : 팔당 - 국수 구간 개통
- 2009년 12월 23일 : 신원역, 국수 - 용문 구간 개통
- 2010년 12월 21일 : 상봉역, 오빈역 개통
- 2011년 10월 5일 : 다이아 개정과 동시에 6량 1편성으로 전환
- 2012년 5월 21일 : 일부열차 8량 1편성으로 재전환 (2014년까지 전 편성이 8량 1편성화되었다.)
- 2017년 1월 21일 : 용문 - 지평 구간 개통

### 승차량 변동
가시성을 높히기 위해, 역당 평균량은 이탤릭으로 처리하였다.
| 구간        | 승차 인원 | 승차 인원 | 승차 인원 | 승차 인원 | 승차 인원 | 승차 인원 | 승차 인원 | 승차 인원 |
| 구간        | 2000년    | 2000년    | 2001년    | 2001년    | 2002년    | 2002년    | 2003년    | 2003년    |
| 범주구별    | 구간총량  | 역당평균  | 구간총량  | 역당평균  | 구간총량  | 역당평균  | 구간총량  | 역당평균  |
| ----------- | --------- | --------- | --------- | --------- | --------- | --------- | --------- | --------- |
| 경원선 구간 | 43,524    | 6,218     | 45,268    | 6,467     | 46,221    | 6,603     | 50,850    | 7,264     |

| 구간          | 승차 인원 | 승차 인원 | 승차 인원 | 승차 인원 | 승차 인원 | 승차 인원 |
| 구간          | 2004년    | 2004년    | 2005년    | 2005년    | 2006년    | 2006년    |
| 범주구별      | 구간총량  | 역당평균  | 구간총량  | 역당평균  | 구간총량  | 역당평균  |
| ------------- | --------- | --------- | --------- | --------- | --------- | --------- |
| 전 구간       | 27,884    | 3,983     | 27,927    | 1,995     | 53,205    | 3,800     |
| 경원선 구간   | 27,884    | 3,983     | 27,130    | 3,876     | 27,454    | 3,922     |
| 중앙본선 구간 | 미개통    | 미개통    | 18,185    | 2,598     | 25,751    | 3,679     |

## 노선 정보
- 노선 거리 : 323.0 km
- 운영 기관 : 한국철도공사(전 구간)
- 궤간 : 1,435mm(표준궤)
- 통행 방식 : 좌측
- 역 수 : 56
- 보안 장치 : ATS

### 노선 구성
아래는 2024년말 기준 중앙선의 노선 구성이다.
- 복선전철 구간 : (청량리역 - 안동역 - 군위역 - 영천역 - 모량역)
- 복선 구간(신선) : (안동역 - 군위역 - 영천역)

## 터널 목록
| 터널 이름 | 소재지                                         | 길이    | 개통년도 |
| --------- | ---------------------------------------------- | ------- | -------- |
| 망우      | 서울 중랑-경기 구리                            | 1,610m  | 2004     |
| 월문      | 경기 남양주시 와부읍                           | 405m    | 2007     |
| 도곡      | 경기 양평군 양서면                             | 145m    | 2007     |
| 동막      | 경기 양평군 양서면                             | 210m    | 2007     |
| 팔당      | 경기 남양주시 와부읍 팔당리-조안면 진중리      | 4,470m  | 2008     |
| 용담      | 경기 양평군 양서면 용담-신원리                 | 1,635m  | 2008     |
| 부용      | 양평군 양서면 신원리                           | 1,110m  | 2008     |
| 신원      | 양평군 양서면 신원리                           | 300m    | 2008     |
| 묘곡      | 양평군 양서면 도곡리                           | 360m    | 2008     |
| 도곡      | 양평군 양서면 도곡리-국수리                    | 640m    | 2008     |
| 복포      | 양평군 양서면 증동리-옥천면 아신리             | 1,860m  | 2009     |
| 옥천      | 양평군 옥천면 옥천리-양평읍 오빈리             | 990m    | 2009     |
| 오빈      | 양평군 양평읍 오빈리                           | 350m    | 2009     |
| 양평      | 양평군 양평읍 덕평리-양근리                    | 420m    | 2009     |
| 능산      | 양평군 용문면 삼성리                           | 220m    | 2009     |
| 삼성      | 양평군 용문면 삼성리                           | 590m    | 2009     |
| 용문      | 양평군 용문면 마룡리-지평면 송현리             | 770m    | 2009     |
| 송현      | 양평군 지평면 지평리-망미리                    | 1,040m  | 2009     |
| 지평      |                                                | 1,170m  | 2012     |
| 망미      | 양평군 지평면 망미리-일신리                    | 2,610m  | 2012     |
| 지제      | 양평군 지평면 일신리-양동면 매월리             | 2,670m  | 2012     |
| 삼산      | 양평군 양동면 삼산리                           | 1,029m  | 2011     |
| 판대1     | 강원특별자치도 원주시 지정면 판대리            | 960m    | 2011     |
| 판대2     | 강원특별자치도 원주시 지정면 판대리            | 380m    | 2011     |
| 삼태곡    | 강원특별자치도 원주시 지정면 판대리            | 45m     | 2011     |
| 장지      | 강원특별자치도 원주시 지정면 판대리            | 620m    | 2011     |
| 원대      | 판대리-안창리                                  | 1,370m  | 2011     |
| 동화      | 문막읍 동화리                                  | 520m    | 2021     |
| 사제1     | 흥업면 사제리                                  | 1,845m  | 2021     |
| 사제2     | 흥업면 사제리                                  | 230m    | 2021     |
| 서곡      | 무실동-판부면 서곡리                           | 190m    | 2021     |
| 백운      | 강원 판부면 서곡리-충북 제천시 백운면 운학리   | 14,239m | 2021     |
| 박달      | 백운면 운학리-봉양읍 연박리                    | 11,230m | 2021     |
| 주포1     | 봉양읍 연박리                                  | 274m    | 2021     |
| 주포2     | 봉양읍 연박리-주포리                           | 525m    | 2021     |
| 고모      | 봉양읍 장평리-신동                             | 1,549m  | 2017     |
| 대량1     | 봉양읍 장평리-신동                             | 1,423m  | 2009     |
| 대량2     | 제천시 고명동-충북 단양군 매포읍 삼곡리        | 1,139m  | 2009     |
| 가평      | 매포읍 가평리-상시리                           | 210m    | 2009     |
| 예덕      | 매포읍 상시리-하시리                           | 919m    | 2009     |
| 상시1     | 매포읍 하시리                                  | 70m     | 2009     |
| 상시2     | 매포읍 하시리- 안동리                          | 400m    | 2009     |
| 상시3     | 매포읍 하시리                                  | 263m    | 2009     |
| 하시      | 매포읍 하시리                                  | 108m    | 2009     |
| 안동      | 매포읍 하시리-안동리                           | 420m    | 2009     |
| 하괴      | 매포읍 하괴리-단양읍 상진리                    | 2,080m  | 2018     |
| 심곡      | 단양군 단양읍 증도리-대강면 당동리             | 4,989m  | 2020     |
| 죽령      | 단양군 대강면 당동리-경북 영주시 풍기읍 창락리 | 11,165m | 2020     |
| 신법      | 영주시 풍기읍                                  | 142m    | 2020     |
| 옹암      | 안정면 옹암리-오계리                           | 711m    | 2020     |
| 오계1     | 아지동                                         | 175m    | 2020     |
| 오계2     | 아지동-창진동                                  | 405m    | 2020     |
| 영주      | 문수면 적동리                                  | 113m    | 2020     |
| 적동1     | 문수면 적동리-승문리                           | 1,530m  | 2020     |
| 적동2     | 문수면 적동리-승문리                           | 2,542m  | 2020     |
| 문수      | 문수면 수도리-평은면 용혈리                    | 1,254m  | 2013     |
| 학가산    | 평은면 용혈리-안동시 북후면 장기리             | 5,999m  | 2013     |
| 건지      | 북후면 물한리-도진리                           | 2,150m  | 2020     |
| 양지      | 서후면 이송천리-금계리                         | 2,160m  | 2020     |
| 강남      | 안동시 수하동                                  | 241m    | 2020     |
| 수하      | 남후면 무릉리-광음리                           | 1,223m  | 2020     |
| 경암      | 남후면                                         | 380m    | 2020     |
| 무릉      | 남후면 무릉리-광음리                           | 1,307m  | 2020     |
| 광음      | 일직면 원호리                                  | 689m    | 2020     |
| 원호      | 일직면 원호리-구천리                           | 738m    | 2020     |
| 구천      | 일직면 운산리                                  | 107m    | 2020     |
| 망호      | 일직면 귀미리-망호리                           | 400m    | 2020     |
| 광연      | 일직면 광연리                                  | 1,045m  | 2020     |
| 세촌      | 경북 의성군 단촌면 세촌리                      | 665m    | 2020     |
| 하화      | 단촌면 하화리-의성읍 업리                      | 3,565m  | 2023     |
| 팔성1     | 의성읍 팔성리                                  | 400m    | 2024     |
| 팔성2     | 의성읍 팔성리-비봉리                           | 2,560m  | 2024     |
| 비봉      | 의성읍 비봉리-금성면 하리                      | 1,690m  | 2024     |
| 하리      | 금성면 학미리-탑리리                           | 54m     | 2024     |
| 청로      | 금성면 학미리-가음면 순호리                    | 3,053m  | 2024     |
| 순호      | 가음면 순호리-대구광역시 군위군 의흥면 수북리  | 1,151m  | 2024     |
| 수북      | 의흥면 수북리-파전리                           | 2,103m  | 2024     |
| 매성      | 의흥면 매성리-삼국유사면 화북리                | 2,890m  | 2024     |
| 화북      | 삼국유사면 화북리-영천시 화산면 효정리         | 9,137m  | 2024     |
| 효정      | 화산면 효정리-유성리                           | 1,571m  | 2024     |
| 금노      | 영천시 완산동-고경면 대의리                    | 2,530m  | 2021     |
| 양달      |                                                | 1,595m  | 2021     |
| 못각      |                                                | 1,693m  | 2021     |
| 원안      |                                                | 325m    | 2021     |
| 자포      |                                                | 325m    | 2021     |
| 현저      |                                                | 3,540m  | 2021     |
| 대곡용명  |                                                | 2,550m  | 2021     |

## 지선 노선
중앙선에는 총 7개의 지선 철도가 있다.
| 번호  | 노선 명칭    | 기점                         | 종점            | 연장(km) | 비고                                                                                  |
| ----- | ------------ | ---------------------------- | --------------- | -------- | ------------------------------------------------------------------------------------- |
| 20301 | 망우선       | 망우역                       | 광운대역        | 4.9      |                                                                                       |
| 20302 | 용문기지선   | 용문역                       | 용문기지        | 1.6      |                                                                                       |
| 20303 | 제천조차장선 | 제천역                       | 제천조차장역    | 2.4      |                                                                                       |
| 31203 | 북영주삼각선 | 삼각선 (중앙선)              | 북영주역        | 0.7      | 중앙선 청량리기점 186.900km 신호소 2018년 철거                                        |
| 31204 | 영천삼각선   | 북영천역                     | 금호역          | 4.1      |                                                                                       |
| 31205 | 금장삼각선   | 서경주역                     | 나원역          | 2.2      | 중앙선(도담~영천) 및 동해선 운행선 변경에 따른 노선 기능 상실로 2021년 12월 28일 철거 |
| 31206 | 경주삼각선   | 분기점 (중앙선 (도담～경주)) | 분기점 (동해선) | 1.3      | 중앙선과 동해선을 연결하는 삼각선                                                     |

### 망우선
망우선은 망우역과 경원선 광운대역을 연결하는 철도 노선이다. 국토교통부의 한국철도영업거리표 상 노선 번호는 20301이다.

### 용문기지선
용문기지선은 용문역과 용문차량사업소를 연결하는 철도 노선이다. 국토교통부의 한국철도영업거리표 상 노선 번호는 20302이다.
| 역명     | 역간거리 (km) | 영업거리 (km) | 접속 노선 | 소재지 | 소재지 |
| -------- | ------------- | ------------- | --------- | ------ | ------ |
| 용문     | 0.0           | 0.0           | 중앙선    | 경기도 | 양평군 |
| 용문기지 | 1.6           | 1.6           |           | 경기도 | 양평군 |

### 제천조차장선
제천조차장선은 제천역과 제천조차장역을 연결하는 철도 노선이다. 열차 조성이나 입환, 화물영업등 제천조차장을 이용하려는 열차가 이용하며, 국토교통부의 한국철도영업거리표 상 노선 번호는 20303이다.
| 역명       | 역간거리 (km) | 영업거리 (km) | 접속 노선     | 소재지   | 소재지 |
| ---------- | ------------- | ------------- | ------------- | -------- | ------ |
| 제천       | 0.0           | 0.0           | 중앙선 태백선 | 충청북도 | 제천시 |
| 제천조차장 | 2.3           | 2.3           | 중앙선        | 충청북도 | 제천시 |

### 북영주삼각선
북영주삼각선은 북영주역과 중앙선 및 영동선을 잇는 총길이 0.7km의 철도 노선이다. 국토교통부의 한국철도영업거리표 상 노선 번호는 31203이다. 도담 - 영천 구간 개량으로 인해 철거되었다.
| 역명            | 역간거리 (km) | 영업거리 (km) | 접속 노선     | 소재지   | 소재지 |
| --------------- | ------------- | ------------- | ------------- | -------- | ------ |
| 삼각선 (중앙선) | 0.0           | 0.0           | 중앙선        | 충청북도 | 제천시 |
| 북영주          | 0.7           | 0.7           | 영동선 중앙선 | 충청북도 | 제천시 |

### 영천삼각선
영천삼각선은 북영천역과 대구선 금호역을 연결하는 삼각선형태의 철도 노선이다. 국토교통부의 한국철도영업거리표 상 노선 번호는 31204이다.
이 선로가 개통되기 전 강릉역 방면에서 동대구역 방면으로 가는 열차는 영천역에서 방향을 바꾸어 운행해야만 했다. 그래서 불편을 줄이기 위해서 이 삼각선을 개설하였다.
본래 봉정역과 북영천역을 잇는 형태의 삼각선이었으나 2017년 9월 8일 대구선 하양 ~ 영천 구간이 복선 전철화로 인해 이설되면서 봉정역이 폐역되어 금호역에서 북영천역을 잇는 형태로 변경되었다.
| 역명   | 역간거리 (km) | 영업거리 (km) | 접속 노선 | 소재지   | 소재지 |
| ------ | ------------- | ------------- | --------- | -------- | ------ |
| 북영천 | 0.0           | 0.0           | 중앙선    | 경상북도 | 영천시 |
| 금호   | 4.1           | 4.1           | 대구선    | 경상북도 | 영천시 |

### 금장삼각선
금장삼각선은 서경주역과 동해선 나원역을 연결하는 삼각선형태의 철도 노선이었다. 국토교통부의 한국철도영업거리표 상 노선 번호는 31205이다. 2021년 12월 28일에 도담 - 경주 구간 개량으로 철거되고 경주삼각선으로 대체되었다.
| 역명   | 역간거리 (km) | 영업거리 (km) | 접속 노선 | 소재지   | 소재지 |
| ------ | ------------- | ------------- | --------- | -------- | ------ |
| 서경주 | 0.0           | 0.0           | 중앙선    | 경상북도 | 경주시 |
| 나원   | 2.2           | 2.2           | 동해선    | 경상북도 | 경주시 |

### 경주삼각선
건천읍에서 중앙선과 분기해 새 서경주역 방면 동해선을 잇는 새 삼각선이다.
| 역명   | 역간거리 (km) | 영업거리 (km) | 접속 노선 | 소재지   | 소재지 |
| ------ | ------------- | ------------- | --------- | -------- | ------ |
| 아화   | 0.0           | 0.0           | 중앙선    | 경상북도 | 경주시 |
| 서경주 | 1.3           | 1.3           | 동해선    | 경상북도 | 경주시 |

## 주요 다리 및 터널
| - 다리 - 양수철교(구 북한강철교) - 길아천철교 - 상진철교 - 성낙천철교 - 형산강철교 | - 터널 - 망우터널 - 팔당터널 - 망미터널 - 치악터널 - 백운터널 - 박달터널 - 대강터널 - 심곡터널 - 죽령터널 - 문수터널 - 학가산터널 |

## 개량 사업
전철화 자체는 빨랐음에도 나쁜 선형과 단선으로 인해 제 속도를 내지 못하는 노선이었다. 핵심 노선이었음에도 경부선 연선에 비해 우선 순위가 늦어, 2010년대 들어서 본격적인 개량이 포함되었다.
- 도담역에서 안동역에 이르는 구간은 2013년 12월에 착공하였고, 2022년 7월 28일에 복선전철이 완전히 개통되었다. 동시에 선로도 이설하여, 2020년 12월 17일 안동역은 송현동 안동버스터미널 바로 앞으로 이전했다.
- 안동역에서 영천역까지의 구간은 2024년 12월 20일로 완공되었다.
- 영천역에서 경주역에 이르는 구간은 대구선과 동해남부선을 운행하는 열차가 경유하여 복선전철로 개량했다. 건천에서 경주 구간은 폐선되고, 대신 경부고속선과 환승 가능한 건천읍 화천리의 경주역으로 선로가 이설되어 중앙선의 종착역이 된다. 대구광역시에서 주도하는 대구권 광역철도망에 2023년 개통 예정 노선으로 포함되기도 하였다. 경주시내 구간에 대한 많은 내용은 동해선의 개량 계획을 참고.

## 중앙선의 교통량

### 열차 통과량
2023년도 철도통계연보에 따르면, 중앙선을 경유하는 정기열차의 운행 빈도는 다음과 같다.(단위 : 회/일, 작성기준 : 편도, 주중)
| 운행구간      | 선로용량 | 고속열차 | 일반여객 | 전동차 | 컨테이너 | 일반화물 | 운행총계 |
| ------------- | -------- | -------- | -------- | ------ | -------- | -------- | -------- |
| 청량리 - 망우 | 163      | 24       | 30       | 100    | 0        | 3        | 157      |
| 망우 - 용문   | 163      | 24       | 12       | 87     | 0        | 8        | 131      |
| 용문 - 서원주 | 171      | 24       | 12       | 6      | 0        | 8        | 50       |
| 서원주 - 봉양 | 164      | 8        | 12       | 0      | 0        | 8        | 28       |
| 봉양 - 제천   | 151      | 8        | 23       | 0      | 0        | 33       | 64       |
| 제천 - 도담   | 171      | 8        | 7        | 0      | 0        | 18       | 33       |
| 도담 - 단양   | 171      | 8        | 7        | 0      | 0        | 7        | 22       |
| 단양 - 영주   | 31       | 8        | 7        | 0      | 0        | 7        | 22       |
| 영주 - 안동   | 33       | 8        | 8        | 0      | 3        | 8        | 27       |
| 안동 - 영천   | 48       | 0        | 5        | 0      | 3        | 8        | 16       |
| 영천 - 모량   | 169      | 0        | 18       | 0      | 3        | 10       | 31       |

### 이용객 변동
다음 자료는 2000년부터 2015년까지 한국철도공사 한국철도통계 내용을 모은 것이다.
| 구분       | 이용 인원수 (명) | 이용 인원수 (명) | 이용 인원수 (명) | 이용 인원수 (명) | 이용 인원수 (명)             | 이용 인원수 (명)             | 이용 인원수 (명)             | 이용 인원수 (명)             | 이용 인원수 (명)             | 이용 인원수 (명)             | 이용 인원수 (명)             | 이용 인원수 (명)             | 이용 인원수 (명)             | 이용 인원수 (명)             | 이용 인원수 (명)             | 이용 인원수 (명)             | 각주   |
| 구분       | 2000년           | 2001년           | 2002년           | 2003년           | 2004년                       | 2005년                       | 2006년                       | 2007년                       | 2008년                       | 2009년                       | 2010년                       | 2011년                       | 2012년                       | 2013년                       | 2014년                       | 2015년                       | 각주   |
| ---------- | ---------------- | ---------------- | ---------------- | ---------------- | ---------------------------- | ---------------------------- | ---------------------------- | ---------------------------- | ---------------------------- | ---------------------------- | ---------------------------- | ---------------------------- | ---------------------------- | ---------------------------- | ---------------------------- | ---------------------------- | ------ |
| 비둘기     | 0                | 0                | 0                | 0                | 0                            | 0                            | 0                            | 0                            | 0                            | 0                            | 0                            | 0                            | 0                            | 0                            | 0                            | 0                            | [ 38 ] |
| 통일(통근) | 1,406,529        | 1,323,160        | 1,160,533        | 1,119,213        | 397,555                      | 205,311                      | 195,209                      | 116,655                      | 0                            | 0                            | 0                            | 0                            | 0                            | 0                            | 0                            | 0                            | [ 38 ] |
| 무궁화     | 4,765,890        | 4,747,341        | 3,950,745        | 3,569,821        | 3,963,105                    | 3,980,366                    | 2,571,794                    | 2,427,982                    | 2,619,288                    | 2,487,630                    | 2,389,687                    | 2,701,245                    | 2,952,306                    | 3,455,907                    | 3,616,113                    | 3,589,958                    | [ 38 ] |
| 새마을     | 861,701          | 798,107          | 639,750          | 579,458          | 511,514                      | 459,669                      | 271,753                      | 127,599                      | 160,927                      | 149,817                      | 164,826                      | 196,673                      | 186,696                      | 180,055                      | 190,709                      | 222,759                      | [ 38 ] |
| KTX        | 미개통           | 미개통           | 미개통           | 미개통           | 미개통                       | 미개통                       | 미개통                       | 미개통                       | 미개통                       | 미개통                       | 미개통                       | 미개통                       | 미개통                       | 미개통                       | 미개통                       | 미개통                       | [ 38 ] |
| 건설       | 43,212           | 43,725           | 53,626           | 59,650           | 각 종별 열차 이용객에 포함됨 | 각 종별 열차 이용객에 포함됨 | 각 종별 열차 이용객에 포함됨 | 각 종별 열차 이용객에 포함됨 | 각 종별 열차 이용객에 포함됨 | 각 종별 열차 이용객에 포함됨 | 각 종별 열차 이용객에 포함됨 | 각 종별 열차 이용객에 포함됨 | 각 종별 열차 이용객에 포함됨 | 각 종별 열차 이용객에 포함됨 | 각 종별 열차 이용객에 포함됨 | 각 종별 열차 이용객에 포함됨 | [ 38 ] |
| 정기권     | 189,777          | 128,806          | 124,915          | 123,329          | 각 종별 열차 이용객에 포함됨 | 각 종별 열차 이용객에 포함됨 | 각 종별 열차 이용객에 포함됨 | 각 종별 열차 이용객에 포함됨 | 각 종별 열차 이용객에 포함됨 | 각 종별 열차 이용객에 포함됨 | 각 종별 열차 이용객에 포함됨 | 각 종별 열차 이용객에 포함됨 | 각 종별 열차 이용객에 포함됨 | 각 종별 열차 이용객에 포함됨 | 각 종별 열차 이용객에 포함됨 | 각 종별 열차 이용객에 포함됨 | [ 38 ] |
| 합계       | 7,267,109        | 7,041,139        | 5,929,569        | 5,451,471        | 4,872,174                    | 4,645,346                    | 3,038,756                    | 2,672,236                    | 2,780,215                    | 2,637,447                    | 2,554,513                    | 2,897,918                    | 3,139,002                    | 3,635,962                    | 3,806,822                    | 3,812,717                    | [ 38 ] |

### 역별 이용객 순위
1. 청량리역 2,583,846명
2. 제천역 1,540,844명
3. 원주역 1,184,828명
4. 경주역 1,018,357명
5. 영천역 662,214명
6. 안동역 618,469명
7. 영주역 593,181명
8. 양평역 537,220명

## 사진
중앙선
- 중앙선과 경춘선이 교차하는 곳
- 양수철교
- 동화역
- 섬강을 건너는 구 중앙선 철교, 원주시 지정면 간현리 간현관광지
- 원주역 (1979년)
- 원주역
- 원주역 급수탑(현재 등록문화재 138호로 지정)
- 금대3터널 입구와 길아천철교
- 금교역-치악역 구간에 있는 루프선(1970~1980년대)
- 금대2터널 입구(남측)
- 금대1터널 입구(남측)
- 금교역-치악역 구간에 있는 루프선
- 치악역(북쪽방향)
- 치악역 역사
- 치악역(남쪽방향)
- 치악역을 지나는 열차
- 치악역 부근(북쪽방향)
- 치악터널 입구(남쪽방향, 북측입구)
- 신림역(2008년)
- 단양군 단양읍의 남한강을 건너는 신 철교(좌측, 백색)와 구 철교(우측, 녹색)
- 충주댐 수몰지구 선로 이설 이전에 있던 철교(현천철교, 1985년 철거)
- 상진철교(1)
- 상진철교(2)
- 충주댐 수몰지구 선로 이설 이전에 있던 단양역(1982년)
- 신설 개업 당시의 단양역 전경(1985년)
- 단양역
- 구단양역(현 단성역)의 안전측선 주변(1985년)
- 단성역
- 대강터널(북쪽방향)(2015년)
- 제천역 (2020년)
- 의성역 (2024년)
- 의성군 의성읍 비봉리 만천건널목
- 군위역 (2024년)
- 철거된 구 중앙선 철로(구 망호역 방면)

## 같이 보기
- 경춘선
- 수도권 전철 중앙선
- ● 수도권 전철 경의·중앙선

### 내용주
1. ↑  개통 당시 ‘용산-덕소선’으로 경부선·경원선 용산역까지 경원선을 사용하여 연장 운행한다.
2. ↑  수도권 전철은 용문역까지만 운행하였다.
3. ↑  용문역-서원주역 복선화 구간 중 일부 구간을 미리 사용한다.
4. ↑  36114편성과 36115편성은 수도권 전철 중앙선에서 운행되기도 했다.
5. ↑  현재 청량리-회기역 구간은 보통 중앙선 선로를 이용하여 운행되며, 경원선 선로는 이용하지 않는다. 중앙선에 수도권 전철 운행이 시작되기 전에는 지상 청량리 - 회기 사이의 경원선 선로가 이용되었다.
6. ↑  개통 당시 명칭으로 용산-덕소 운행 계통을 사용했고 이를 줄여서 용산-덕소선이라 불렀다.
7. ↑  16일 평균값이다. 노선 전체에는 365일 값으로 전체 값을 나눠 반영하였다.

### 참조주
1. ↑  조선총독부관보 昭和 제3558호, 1938년 11월 28일자
2. ↑  조선총독부관보 昭和 제3646호, 1939년 3월 17일자
3. ↑  “難工事 楊平線竣工”. 조선일보. 1939.03.18.
4. ↑  조선총독부관보 昭和 제3701호, 1939년 5월 25일자
5. ↑  조선총독부관보 昭和 제3901호, 1940년 1월 25일자
6. ↑  조선총독부관보 昭和 제3916호, 1940년 2월 12일자
7. ↑  조선총독부관보 昭和 제4305호, 1941년 6월 2일자
8. ↑  조선총독부관보 昭和 제4536호, 1942년 3월 13일자
9. ↑  조선총독부관보 昭和 제4575호, 1942년 5월 2일자
10. ↑  철도선과역의 일부명칭개정, 《경향신문》, 1948.01.22.
11. ↑  안기영 기자 (1969년 9월 12일). “산업동맥 중앙·태백·영동선”. 《중앙일보》.
12. ↑  “제937호-산업선(중앙선)전철 개통(1973년)”. 《대한뉴스》. 1973년 6월 23일.
13. ↑  백지연 앵커 (1988년 12월 23일). “중앙선 철도 영주~단양간 전철 개통”. 《MBC뉴스데스크》.
14. ↑  철도청, 2004년 철도통계연보
15. ↑  철도청고시 제1997-27호, 1997년 5월 22일.
16. ↑  철도청고시 제2004-42호, 2004년 11월 29일.
17. ↑  이명우 기자 (2006년 10월 31일). “[원주]원주역 새마을호 없앤다”. 《강원일보》.
18. ↑  권진한 기자 (2010년 12월 14일). “중앙선 새마을호 오늘부터 재운행”. 《경북일보》.
19. ↑  “제천~도담 복선전철 개통”. 정책브리핑. 2011년 4월 19일. 2019년 2월 7일에 확인함.
20. ↑  김대중 기자 (2011년 12월 23일). “원주 간현역 71년 역사 품고 추억속으로”. 《강원일보》.
21. ↑  국토교통부고시 제2019-173호, 2019년 4월 17일.
22. ↑  김성권 기자 (2019년 10월 6일). “중앙선 영천↔경주구간 열차운행중지...태풍미탁 영향”. 《헤럴드경제》.
23. ↑  관리자 (2019년 10월 14일). “태풍 피해복구 공사완료에 다른 열차(무궁화호) 운행조정 알림”. 《한국철도공사》. 2019년 10월 17일에 확인함.
24. ↑  국토교통부고시 제2019-586호, 2019년 10월 25일.
25. ↑  곽도흔 기자 (2020년 6월 22일). “중앙선 원주∼제천 복선전철 12월 개통…청량리~제천 56분 만에 간다”. 《이투데이》.
26. ↑  국토교통부고시 제2020-798호, 2020년 11월 12일.
27. 1 2  유의주 기자 (2020년 12월 14일). “중앙선 단양∼안동 운행선 변경…철도승객 버스로 연계 수송”. 《연합뉴스》.
28. ↑  김원준 기자 (2021년 1월 5일). “최고시속 260㎞ 준고속열차… 청량리∼제천 68분만에 간다”. 《파이낸셜뉴스》.
29. ↑  이한영 기자 (2021년 4월 27일). “동해남부선·중앙선 전차선로 전원공급 시작”. 《충청일보》.
30. ↑  국토교통부고시 제2021-1234호, 2021년 11월 17일.
31. ↑  강선일 기자 (2021년 11월 26일). “중앙선 안동~영천 구간 '단선→복선전철'로 바꿨다”. 《매일신문》.
32. ↑  배소영 기자 (2022년 11월 1일). “‘청량리~안동’ITX새마을 열차 운행 재개”. 《세계일보》.
33. ↑  오종명 기자 (2022년 11월 28일). “중앙선 안동~영천 복선화 공사 내달 착공”. 《경북신문》.
34. ↑  남상인 선임기자 (2023년 8월 25일). “코레일, 친환경 신형열차 ‘ITX-마음’ 공개”. 《글로벌이코노》.
35. ↑  임시열차 배분신청(중앙선 복합열차 운행대비 임시열차) 출처: 정보공개포털
36. ↑  “국토교통부 고시 제2024-509호(사업용 철도 노선 및 철도거리표 변경 및 정정 고시)”. 국토교통부. 2024년 9월 27일. 2024년 10월 12일에 확인함.
37. ↑  백소용 기자 (2024년 12월 20일). “서울∼부산 전구간, 중앙선 복선화 완료”. 《세계일보》.
38. ↑  코레일 > 정부3.0 정보공개 > 자료실 > 통계자료실